# تایانچ آی‌آیدین
تایانچ آی‌آیدین (انگلیسی: Tayanç Ayaydın؛ زادهٔ ۷ اوت ۱۹۷۹) بازیگر اهل ترکیه است. وی از سال ۲۰۰۴ میلادی تاکنون مشغول فعالیت بوده‌است.
از فیلم‌ها یا برنامه‌های تلویزیونی  که وی در آن نقش داشته‌است می‌توان به سریال سیلا و وحشی اشاره کرد.